# Nước thịt
Nước thịt là một loại nước sốt thường được làm từ nước cốt thịt chảy ra tự nhiên trong quá trình nấu nướng và thường được làm đặc với bột mì hoặc tinh bột ngô để tăng thêm kết cấu. Nước thịt có thể được tạo màu và thêm hương vị với muối nước thịt (hỗn hợp đơn giản của muối và màu thực phẩm caramel) hoặc màu nâu của nước thịt (muối nước thịt hòa tan trong nước) hoặc các khối và bột làm sẵn có thể được sử dụng thay thế cho chiết xuất thịt hoặc rau tự nhiên. Nước thịt đóng hộp, gói và ăn liền cũng có sẵn. Nước thịt thường được phục vụ với thịt quay, bánh mì thịt, cơm, mì và khoai tây nghiền.

## Các loại
- Nước thịt nâu là tên gọi của một loại nước thịt được làm từ những giọt nước cốt từ thịt nướng chảy xuống. Các giọt nhỏ được nấu trên bếp ở nhiệt độ cao với hành tây hoặc các loại rau khác, sau đó được làm đặc với một hỗn hợp loãng của nước và bột mì hoặc bột bắp.
- Nước thịt kem là loại nước thịt thường được sử dụng trong bánh quy và nước thịt và bít tết gà chiên. Nó là một loạt các loại nước thịt bắt đầu với roux được làm từ thịt và hoặc nước cốt thịt nhỏ giọt và bột. Sữa được thêm vào và làm đặc bởi roux; Khi đã chuẩn bị xong, đôi khi thêm hạt tiêu đen và một chút xúc xích nhẹ hoặc gan gà. Bên cạnh kem và nước thịt sawmill, các tên thông thường bao gồm nước thịt đồng quê, nước thịt trắng, nước thịt sữa và nước thịt xúc xích.
- Nước thịt trứng là một loại nước thịt được làm bằng nước thịt (thường là từ thịt xông khói), sau đó là bột mì được sử dụng để tạo thành món roux đặc. Nước, nước dùng, hoặc sữa được thêm vào và chất lỏng được đun sôi trở lại, sau đó cho muối và các loại gia vị vừa ăn. Sau đó, từ từ cho vào một quả trứng đã được đánh đều trong khi nước thịt được khuấy hoặc đánh nhanh, làm chín trứng ngay lập tức và tách nó thành các mảnh nhỏ trong nước thịt. Được gọi là nước thịt của người giàu ở một số khu vực phía nam Hoa Kỳ.
- Nước thịt lòng mề là nước thịt có thêm lòng mề của gà tây hoặc gà thường, ăn cùng với các loại gia cầm này, hoặc sử dụng nước dùng làm từ lòng mề.
- Nước thịt nấm là nhiều loại nước thịt được làm từ nấm.
- Nước thịt hành tây được làm từ một lượng lớn hành tây thái nhỏ đã được chảy nước từ từ trộn với nước kho hoặc rượu. Thường được phục vụ với thịt xay và thịt xay, trứng, sườn hoặc thịt nướng hoặc chiên khác mà theo phương pháp nấu ăn sẽ không tạo ra nước thịt của riêng chúng.
- Nước thịt mắt đỏ là nước thịt được làm từ các giọt nhỏ của giăm bông được chiên trong chảo hoặc chảo. Chảo được tráng men bằng cà phê, là nguồn gốc cho tên cho nước thịt và không sử dụng chất làm đặc. Nước thịt này là một yếu tố chính của ẩm thực miền Nam Hoa Kỳ và thường được phục vụ trong giăm bông, bột kiều mạch hoặc bánh quy.
- Nước thịt rau hoặc nước thịt chay là nước thịt được làm từ rau luộc hoặc nướng. Nước thịt thực vật nhanh chóng và có hương vị có thể được làm từ bất kỳ sự kết hợp nào của nước luộc rau hoặc nước kho thực vật, bột mì, và một trong hai bơ, dầu hoặc bơ thực vật. Một công thức sử dụng chay khối bouillon với bột bắp (bột ngô) như là một chất làm đặc ("Roux cao bồi"), được gạt vào nước sôi. Đôi khi nước ép rau được thêm vào để làm phong phú hương vị, có thể làm cho nước thịt có màu xanh đậm. Rượu có thể được thêm vào. Nước thịt chay màu nâu cũng có thể được làm bằng chiết xuất men mặn như Marmite hoặc Vegemite. Ngoài ra còn có các hạt nước thịt ăn liền được sản xuất thương mại phù hợp cho cả người ăn chay và ăn chay.

## Ẩm thực
Ở Vương quốc Liên hiệp Anh và Ireland, món nướng vào Chủ nhật thường được phục vụ với nước thịt. Nó thường được ăn với thịt bò, thịt lợn, thịt gà hoặc thịt cừu. Nó cũng rất phổ biến ở các vùng khác nhau của Anh, Scotland, xứ Wales và Ireland có nước thịt chỉ với khoai tây chiên (chủ yếu là từ một cửa hàng fish and chips).
Trong ẩm thực Anh và Ailen, cũng như trong ẩm thực của các quốc gia thuộc Khối thịnh vượng chung như Úc, New Zealand và một số khu vực ở Canada, từ nước thịt chỉ dùng để chỉ nước sốt làm từ thịt có nguồn gốc từ nước ép thịt, nước thịt kho hoặc hạt nước thịt. Việc sử dụng từ "nước thịt" không bao gồm các loại nước sốt đặc khác. Một trong những hình thức phổ biến nhất là nước thịt hành tây, được ăn với xúc xích, bánh pudding Yorkshire và thịt quay.
Trên khắp Hoa Kỳ, nước thịt thường được ăn với các thực phẩm trong Lễ Tạ ơn như gà tây, khoai tây nghiền và đồ nhồi. Một biến thể ở miền Nam Hoa Kỳ là nước thịt xúc xích ăn với bánh quy Mỹ. Một món ăn Nam Mỹ khác sử dụng nước thịt trắng là bít tết gà rán. Gạo và nước thịt là thành phần chính của ẩm thực Cajun và Creole ở bang Louisiana, miền nam Hoa Kỳ.
Nước thịt là một phần không thể thiếu của món ăn Canada Poutine. Nó sử dụng hỗn hợp thịt bò và gà kho cũng như giấm.
Ở một số vùng của châu Á, đặc biệt là Ấn Độ, nước thịt là bất kỳ phần lỏng đặc nào của món ăn. Ví dụ, phần lỏng của cà ri đặc có thể được gọi là nước thịt.
Ở Địa Trung Hải, ẩm thực Maghreb chiếm ưu thế với nước thịt và các món ăn làm từ bánh mì. Tajine và hầu hết các món ăn ở Maghreb (Maroc, Algeria và Tunisia) là dẫn xuất của dầu, thịt và nước thịt thực vật. Món ăn thường được ăn kèm với một ổ bánh mì. Sau đó, bánh mì được nhúng vào nước thịt và sau đó được sử dụng để tập hợp hoặc xúc thịt và rau giữa ngón trỏ, ngón giữa và ngón cái, và thưởng thức.
Trong ẩm thực Menorca, nó đã được sử dụng kể từ ảnh hưởng của người Anh trong thế kỷ 17 trong các món ăn Menorcan và Catalan điển hình, chẳng hạn như macarrons amb grevi (mì ống).
Trong các cộng đồng người Mỹ gốc Ý, đặc biệt là ở Bờ Đông và xung quanh khu vực Chicago, thuật ngữ "nước thịt", "nước thịt cà chua", hoặc "nước thịt ngày Chủ nhật" được sử dụng, nhưng điều này đề cập đến nước sốt cà chua làm từ thịt chứ không phải là nước thịt trộn với chất làm đặc. Được sử dụng trong ngữ cảnh này, "nước thịt" (gravy) có nghĩa là bản dịch tiếng Anh từ sugo trong tiếng Ý, có nghĩa là nước sốt, như trong sugo per pastasciutta. Liệu một số loại nước sốt nhất định được gọi là "nước thịt" hay "nước sốt" trong ẩm thực Ý-Mỹ vẫn tiếp tục là nguồn tranh luận và thay đổi tùy theo truyền thống gia đình và cộng đồng khác nhau. Người Ý bản địa, cư trú ở Ý, không gọi nước sốt là nước thịt.